# Viktor Gorbatko
Viktor Vassilyevich Gorbatko (em russo:  Виктор Васильевич Горбатко) (Ventsy-Zarya, 3 de dezembro de 1934 – Moscou, 17 de maio de 2017) foi um cosmonauta soviético, veterano de três missões no espaço, que participou das missões Soyuz 7, Soyuz 24, e Soyuz 37.
Seu primeiro voo espacial, em outubro de 1969, foi na missão Soyuz 7, um voo conjunto tríplice do programa espacial soviético, que previa um acoplamento em órbita e transferência de tripulação com a Soyuz 8, que não obteve sucesso. Em fevereiro de 1977, ele comandou a missão Soyuz 24  à estação espacial soviética Salyut 5. Sua última missão espacial foi a Soyuz 37, em julho de 1980, uma missão do programa Intercosmos, que levou ao espaço com Gorbatko o único cosmonauta até hoje do Vietnã, Pham Tuan, para uma visita à Salyut 6. Os dois tripulantes voltaram à Terra a bordo da Soyuz 36.
Após deixar o programa espacial em 1982, ele se tornou professor na Academia de Engenharia da Força Aérea, em Moscou.
Gorbatko foi condecorado duas vezes como Herói da União Soviética. Morreu em 17 de maio de 2017, em Moscou, aos 82 anos.